# Luchenza
Luchenza är en ort i Malawi. Den ligger i distriktet Thyolo District och regionen Southern Region, i den södra delen av landet. Luchenza ligger 682 meter över havet och antalet invånare är 11 939.
Terrängen runt Luchenza är platt. Omgivningarna runt Luchenza är en mosaik av jordbruksmark och naturlig växtlighet.